# Нокананна

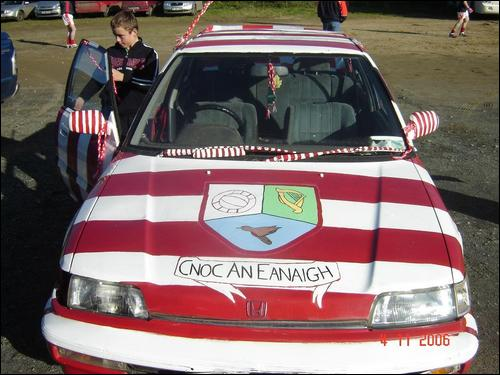
Фанат местного GAA-клуба

Нокананна (англ. Knockananna; ирл. Cnoc an Eanaigh, «холм Аннаха») — деревня в Ирландии, находится в графстве Уиклоу (провинция Ленстер).